# Kohtla-Nõmme
Kohtla-Nõmme era un comune rurale dell'Estonia nord-orientale, nella contea di Ida-Virumaa. Il comune coincideva interamente con il centro urbano dell'omonimo borgo (in estone alevik).
Nel 2017 il comune è stato inglobato nel comune di Toila.